# محافظة (تقسيم إداري)
المحافظة هي تقسيم إداري أولي في عدد من البلدان العربية مثل مصر والعراق وسوريا ولبنان والأردن واليمن والكويت والبحرين وفلسطين وليبيا في عهد الملكية. كما يشكل المستوى الإداري الثاني في السعودية والسودان. وتقسم المحافظة إلى بلديات أو مركز أو ألوية أو أقضية أو مناطق أو غيرها حسب الدولة.
المحافظة عادة هي التقسيم الرئيسي للدولة وتشمل مساحة واسعة ولها مركز محافظة وتكون عادة في إحدى المدن الرئيسية. يديرها المحافظ ولها مجالس بلدية منفصلة.

## بلدان
- محافظات مصر
- محافظات ليبيا
- محافظات فلسطين
- محافظات الأردن
- محافظات البحرين
- محافظات العراق
- محافظات الكويت
- محافظات اليمن
- محافظات سلطنة عمان
- محافظات سوريا
- محافظات لبنان
- محافظات السعودية
- محافظات تركيا
- محافظات اليابان
- محافظات تايلاند
- محافظات إيران

## المحافظة في التقسيم الإداري الغربي
تستخدم كلمة محافظة أحياناً لترجمة اسم التقسيم الإداري الرئيسي لبعض الدول الأجنبية، وبالأخص في الولايات المتحدة وكندا وأستراليا. في هذا السياق، يكون التقسيم الإداري الأولي هو الولاية (بالإنجليزية: State) أو المقاطعة (بالإنجليزية: Province)، وتقسم هاتان إلى محافظات (بالإنجليزية: County).